# Dolinka-patak
A Dolinka-patak a Mátrában ered, Nógrád vármegyében, mintegy 190 méteres tengerszint feletti magasságban. A patak forrásától kezdve nyugati irányban halad, majd Szurdokpüspökinél eléri az Zagyvát.
A Dolinka-patak vízgazdálkodási szempontból a Zagyva Vízgyűjtő-tervezési alegység működési területét képezi.
A patakba torkollik a Diós-patak.

## Part menti települések
- Szurdokpüspöki